# MTV Storytellers - Bluvertigo
MTV Storytellers Bluvertigo è il quinto disco dei Bluvertigo uscito nel 2008. Si tratta dell'esibizione live del gruppo avvenuta il 7 aprile 2008 nel programma MTV Storytellers andata in onda sul canale MTV Italia il 12 maggio 2008.

I Bluvertigo con questa esibizione hanno annunciato la loro riunione dopo sette anni di silenzio e successivamente hanno realizzato un tour che ha coinvolto parecchie città italiane riscuotendo un buon successo.
L'album contiene un CD del concerto live e un DVD con la puntata andata in onda sul canale MTV Italia condotto da Paola Maugeri.

## Tracce

### CD
1. Sono=Sono - 3:44  (Marco Castoldi - Marco Castoldi)
2. L'Assenzio - 3:46 (Marco Castoldi - Luca Urbani)
3. Troppe emozioni - 6:22  (Marco Castoldi - Marco Castoldi)
4. Sovrappensiero - 4:46  (Marco Castoldi - Marco Castoldi)
5. So low (l'Eremita) - 3:41 (Marco Castoldi/Andrea Fumagalli, Marco Castoldi)
6. Cieli neri - 5:01  (Marco Castoldi - Marco Castoldi)
7. Zero - 5:12 (Bluvertigo - Marco Castoldi)
8. Complicità (Here is the house) - 5:26 (Marco Castoldi - Martin Lee Gore)
9. Iodio - 3:05  (Marco Castoldi - Marco Castoldi)
10. La crisi - 4:06  (Marco Castoldi - Marco Castoldi)
11. Altre F.D.V. - 5:44  (Marco Castoldi - Marco Castoldi)
12. I still love you - 5:29  (Marco Castoldi - Marco Castoldi)

### DVD
Live:
1. Sono=Sono
2. L'Assenzio
3. Troppe emozioni
4. Sovrappensiero
5. So low (l'Eremita)
6. Cieli neri
7. Zero
8. Complicità (Here is the house)
9. Iodio
10. La crisi
11. Altre F.D.V.
12. I still love you

Intervista:
1. Di nuovo insieme
2. La scoperta del videoclip
3. Ci vedevamo al pratone
4. Polifunzionailità
5. Grazie Fabrizio
6. Ci siamo ibernati
7. Da domani

Extra:
1. Video di Fuori dal tempo

## Formazione
- Marco Morgan Castoldi - voce, chitarre, basso, piano, sintetizzatori, Glockenspiel, Fender Rhodes
- Andrea Andy Fumagalli - sintetizzatori, voce, sax
- Livio Magnini - chitarre, cori
- Sergio Carnevale - batteria, percussioni, cori, basso acustico nei brani So low (l'eremita), Cieli neri, La crisi.

## Classifiche
| Classifica (2008) | Posizione massima |
| ----------------- | ----------------- |
| Italia            | 13                |